# الإذاعة والتلفزيون الفرنسي
الإذاعة والتلفزيون الفرنسي (بالفرنسية:Radiodiffusion-télévision française، اختصارا RTF) هي شركة تلفزيونية فرنسية انشأت في التاسع في فبراير 1949.